# دنیاگیری کووید-۱۹ در سورینام
دنیاگیری کووید-۱۹ در سورینام بخشی از دنیاگیری بیماری کروناویروس ۲۰۱۹ در جهان است. اولین مورد تأیید شده در سورینام در ۱۳ مارس ۲۰۲۰ در شهر پاراماریبو اعلام شد.